# التربة السنبلية
التربة السنبلية أو تربة آل دركل، أنشأها الأمير سنبل بن عبدالله الطواشي عتيق ملك الأمراء الطنبغا العثماني ، من العهد المملوكي حوالي 827هـ، وهي تقع في سوق الغنم من حي الميدان التحتاني، إلى الشمال المجاور للتربة المختارية الطواشية والشرق من التربة الجيبغائية، بالقرب من مخفر الشيخ حسن. 